# Вонк, Ханс (дирижёр)
Ханс Вонк (нидерл. Hans Vonk; 18 июня 1942, Амстердам — 29 августа 2004, Амстердам) — нидерландский дирижёр.

## Биография
Сын скрипача из оркестра Концертгебау. Учился в Амстердамской консерватории (одновременно изучая право в Амстердамском университете), затем занимался у Германа Шерхена и Франко Феррары. Работал вторым дирижёром в оркестре Концертгебау и в лондонском Королевском филармоническом оркестре. В 1980—1991 гг. возглавлял гаагский Резиденц-оркестр, а в 1985—1990 гг. одновременно и Дрезденскую государственную капеллу. В 1990—1997 гг. был главным дирижёром Оркестра Кёльнского радио, в 1996—2002 годах возглавлял Сент-Луисский симфонический оркестр, а в сезоне 2003—2004 гг. руководил Симфоническим оркестром Нидерландского радио. Ушёл в отставку из-за прогрессирующей болезни (боковой амиотрофический склероз).
Вонк считался специалистом по музыке Антона Брукнера. Известны его записи сочинений Людвига ван Бетховена, Иоганнеса Брамса, Антона Брукнера, Клода Дебюсси, Альфонса Дипенброка, Густава Малера, Феликса Мендельсона, Оливье Мессиана, Вольфганга Амадея Моцарта, Мориса Равеля, Габриэля Форе, Петра Чайковского, Арнольда Шёнберга, Роберта Шумана (все симфонии).
После его смерти Сент-Луисский симфонический оркестр посвятил ему программу Реквием Гектора Берлиоза.
Его вдова, Джесси, которая переехала в Тасманию после смерти мужа, в память о нем построила Музыкальный дом Ганса Вонка, который начал проводить камерные музыкальные концерты в 2010 году.